# Маяк Эзопус-Медоуз
Маяк Эзопус-Медоуз (англ. Esopus Meadows Light), также известный как маяк Эзопус (англ. Esopus Light) и маяк Мидл-Гудзон-Ривер (англ. Middle Hudson River Light), — маяк, расположенный в реке Гудзон недалеко от города Эзопус, округ Алстер, штат Нью-Йорк, США. Построен в 1839 году. Деактивирован в 1965 году. Автоматизирован и возвращён в эксплуатацию в 2003 году.

## История
На том месте, на котором сейчас стоит маяк, когда-то был заливной луг, но русло реки изменилось. Судоходство по реке Гудзон с колониальных времён было достаточно оживленным, а затопленный луг представлял опасность, и 3 марта 1831 года Конгресс США выделил 3000$ на строительство маяка близ отмели около города Эзопус. 3 марта 1837 года на эти же цели было выделено дополнительно ещё 3000$. В 1839 году маяк был введён в эксплуатацию. Он был построен по тому же проекту, что и расположенный неподалёку маяк Рондаут-Крик: каменный дом смотрителя, на крыше которого располагалась деревянная восьмиугольная башня маяка. В 1854 году на маяк была установлена линза Френеля. К 1867 году здание было сильно повреждено от частых подтоплений. 15 июля 1870 года Конгресс выделил 25 000 $ на строительство нового маяка, и в 1872 году новый маяк был закончен. Он был построен по тому же проекту, что и маяки острова Роуз и Помхэм-Рокc. Маяк представлял собой двухэтажный деревянный дом смотрителя, на крыше которого была расположена восьмиугольная деревянная башня. В 1965 Береговая охрана США построила автоматический маяк неподалёку, и маяк Эзопус-Медоуз был выведен из эксплуатации.
В 1979 году он был включен в Национальный реестр исторических мест.
В 1990-х годах маяк находился в полуразрушенном состоянии. В 2003 году маяк был отреставрирован и возвращён в эксплуатацию.